# Pyrrhospora queenslandica
Pyrrhospora queenslandica är en lavart som beskrevs av Elix & Kantvilas. Pyrrhospora queenslandica ingår i släktet Pyrrhospora och familjen Lecanoraceae.   Inga underarter finns listade i Catalogue of Life.